# Belle Paule

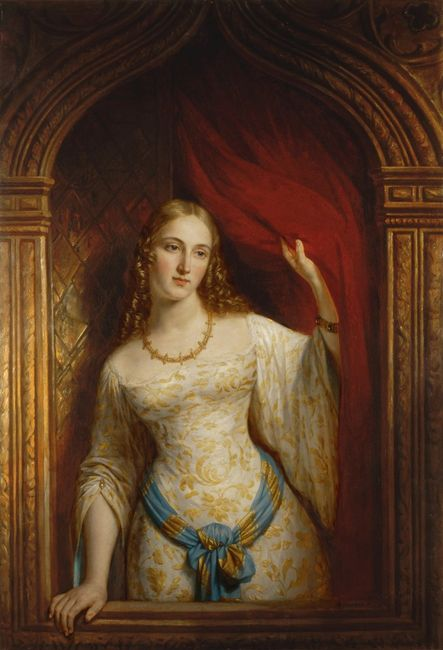
La Belle Paule, par Jean Blaise Willemsens (1842)

Paule de Viguier, dite la Belle Paule (1518-1610), était une dame toulousaine du XVIe siècle connue pour sa beauté, immortalisée par un tableau d'Henri Rachou dans la Salle des Illustres du Capitole.

## La légende
Lors de l'entrée à Toulouse de François Ier en 1533, les Capitouls organisèrent de grandes et coûteuses festivités. 
Pour remettre les clefs de la ville, une jeune fille de quatorze ans, nommée Paule de Viguier, fut choisie. Cette jeune et belle fille apparut « vêtue d'une robe blanche, ornée de fleurs; une guirlande de roses ceignait sa tête, d'où tombaient par ondes ses cheveux dorés et bouclés; le contour pur et gracieux de sa taille élancée, que ceignait une écharpe bleue, [...] prononça dans cette occasion une harangue en vers français »  et plut tellement à Francois Ier qu'il la surnomma La Belle Paule.
Le peuple toulousain fut saisi également par la beauté de l'adolescente à un tel point que des attroupements se formaient en bas de sa fenêtre et se transformaient rapidement en émeute. Les Capitouls condamnèrent la Belle Paule par un arrêt qui stipulait qu'elle devait se promener à visage découvert deux fois par semaine.
À sa mort, elle fut inhumée dans le caveau de l’église des Cordeliers de Toulouse, qui avait la réputation de conserver les corps sans corruption et qui fut longtemps l'objet de visites. Décédée, la Belle Paule ne semble pas avoir suscité le même enthousiasme que de son vivant. En effet, les femmes n’avaient pas le droit de pénétrer dans le caveau (du moins de leur vivant).  Comme des dames désiraient vivement voir le corps de la Belle Paule, elles obtinrent que le cadavre soit remonté à l’extérieur, ce qui fut fait, mais à l’instant où le corps vit la lumière du jour, la peau et la chair tombèrent immédiatement en poussière, ne laissant qu’un squelette.
Son surnom serait à l'origine du nom La Belle Poule attribué à plusieurs navires.[réf. nécessaire]

## Éléments biographiques

### Famille
Paule de Viguier naquit de l'union d'Étienne de Viguier et de Jacquette de Lancefoc, les deux d'origine anglaise. Sa mère était dite « dame d'une rare beauté, que devaient effacer seuls les charmes de sa fille ». Elle eut un frère, Antoine de Viguier, chevalier.

### Vie conjugale
Sa grande beauté attirait les foules, et c'est parmi celles-ci qu'elle distingua Philippe de Laroche, baron de Fontenille. Cependant ses parents firent le choix, en premières noces, de Pierre de Baynaguet, conseiller au parlement de Toulouse. Malheureusement il la laissa veuve deux ans plus tard en 1582. Elle hérita d'un Hôtel, 7 Rue Temponières. Elle épousa alors Philippe de Laroche, son cousin, chevalier des ordres du roi, capitaine de cinquante hommes d'armes. Il la laissa veuve en 1592.

### Vie artistique
Elle accueillait chez elle les artistes les plus affluents de son temps. Valiech composa une anagramme sur son nom « la pure vertu guide ».

## Le tableau
La Belle Paule à sa fenêtre a été immortalisée dans le tableau La Belle Paule d'Henri Rachou qui se trouve dans la Salle des Illustres du Capitole.

## Hommages
À Toulouse, la rue Belle-Paule est nommée en son honneur, ainsi que le bâtiment maternité du CHU.